# V4 Ladies Séries
As V4 Ladies Séries são uma competição ciclista feminina que agrupa duas carreiras de um único dia, as quais se disputam nos 4 países que conformam o denominado "Grupo de Visegrado ou V4": Polónia, a República Checa, Eslováquia e Hungria.
É a versão feminina das carreiras conhecidas como Visegrad 4 Bicycle Race e foram criadas em 2019 como parte do Calendário UCI Feminino sob categoria 1.2.

## Palmarés

### V4 Ladies Séries Pannonhalma
| Ano  | Vencedor         | Segundo           | Terceiro       |
| ---- | ---------------- | ----------------- | -------------- |
| 2019 | Polina Kirillova | Jarmila Machačová | Monika Brzeźna |

### V4 Ladies Séries Restart Zalaegerszeg
| Ano  | Vencedor    | Segundo        | Terceiro              |
| ---- | ----------- | -------------- | --------------------- |
| 2019 | Olga Shekel | Monika Brzeźna | Kathrin Schweinberger |

## Palmarés por países
| País   | Vitórias |
| ------ | -------- |
| Rússia | 1        |

| País    | Vitórias |
| ------- | -------- |
| Ucrânia | 1        |